# Dominique Martel
Dominique Martel, né le 1er août 1954, est un auteur français de science-fiction. Il est aussi traducteur, journaliste, anthologiste et publie de nombreux travaux sur internet. Il est connu aussi sous les pseudonymes d’Alain Groussetdelire, de D.E. Marzfeld et de Kurt Abergut.

## Œuvre
- Les princes marchands (1980) avec Claude Eckerman
- Fiction 1976-1980 (1981)
- La SF vaincra ! (1981) avec Claude Eckerman
- 1982 : L'odyssée de Fiction (1983)
- Jeu, dans Univers 1983 (1983)
- 1983 : Fiction dans l'antichambre de la pièce 101 (1984)
- 1984 : Fiction doubleplusbon (1985) avec Ellen Herzfeld
- Bibliographie de Robert Sheckley (commentée par l'auteur) (1985) avec Robert Sheckley et Ellen Herzfeld
- Index des parutions du quadrimestre (Science-Fiction Numéro 5) (1985) avec Ellen Herzfeld
- Index des parutions du quadrimestre (Science-Fiction Numéro 6) (1986) avec Ellen Herzfeld
- 1985 : Fiction de A à Y (1986) with Ellen Herzfeld
- Index des parutions du quadrimestre (Science-Fiction Numéro 7-8) (1986) avec Ellen Herzfeld
- 1986 : Fiction de A à Y (1987)
- 1987 : Fiction de A à Z (1988)
- 1988 : Fiction de A à Z (1989)